# 哈沙图郭勒
哈沙图郭勒，位于中国内蒙古自治区中部的一条干河，发源于锡林郭勒盟阿巴嘎旗那仁宝拉格苏木额尔敦敖包嘎查西北夏日哈达西山东南侧，蜿蜒向南流经那仁宝拉格苏木，于德格图苏伟附近折向西流，最后于苏尼特左旗巴彦乌拉苏木萨如拉图雅嘎查东南汇入蒙古勒淖尔。河长110.2千米，流域面积2128.30平方千米，河道平均比降为2.28‰。全河均为干河，只有大洪水时有水注入蒙古勒淖尔。
2019年苏尼特左旗人民政府公布的河流管理和保护范围，称哈沙图郭勒河长110.81千米，流域面积1662.63平方千米，其中苏尼特左旗境内河长19.25千米。